# Бити геј у Србији
Бити геј у Србији је научна монографија српске ауторке Лидије Обрдовић (1956) написан 2009. године у сопственом издању.

## О књизи
Књига Бити геј у Србији је прва књига која се бави темом хомофобије и стварним животом геј популације. Књига садржи исповести хомосексуалаца из Београда, Војводине и унутрашњости Србије разнолике старосне доби, образовања и социјалног статуса. Књига је и скуп ставова социолога (проф др Ратко Божовић), психолога (Весна Брзев-Ћурчић), политичких и јавних личности (др Светозар Чиплић, Јован Ћирилов). Разматране су теме као што су однос друштва према геј особама, дата научна објашњења хомосексуалности и свих појмова који се тичу сексуалне оријентације, верска учења. Приказана су сведочанства о односима породице, појединаца, медија, институција и цркве.